# Eric Eminente
Eric Eminente, né en 1958, est un nageur français. 

## Biographie
Eric Eminente est champion de France, en bassin de 50 mètres, du 400 mètres 4 nages à quatre reprises (étés 1976 et 1977 et hivers 1977 et 1978) et du 200 mètres papillon à quatre reprises (hivers et étés 1977 et 1978).
Il est le fils du nageur Aldo Eminente.